# Isla Haixinsha (Distrito Tianhe)
La isla Haixinsha (en chino, 海心沙) es una isla en la provincia de Cantón, en la República Popular de China. Se encuentra en el sur del llamada nueva ciudad de Zhujiang, al norte de la Torre Cantón, y el este de la isla Er Sha.
Habrá novedades en Haixinsha en un futuro próximo. Una plaza ciudadana, que será la más grande de Cantón, comenzó a construirse en 2007. Los vehículos llegan a la isla a través de un túnel subterráneo.
Un soporte temporal, con capacidad para 35.000 personas en tres filas de asientos, fue erigido para los ciudadanos en noviembre de 2010 con motivo de las ceremonias de inauguración y clausura de los Juegos Asiáticos de 2010.